# Luis del Castillo Estrada
Luis del Castillo Estrada (Montevideo, 21. lipnja 1931.), naslovni biskup Tarasa u Numidiji.

## Životopis
Zaređen je za svećenika 30. srpnja 1966. godine kao redovnik Družbe Isusove. Dana 9. travnja 1988. imenovan je naslovnim biskupom Tarasa u Numidiji i pomoćnim biskupom biskupije u Montevideu.
Imenovan je biskupom Mela 21. prosinca 1999. godine. Nakon 10 godina službe, podnio je ostavku zbog bolesti.